# VII. gimnazija u Zagrebu
VII. gimnazija u Zagrebu je javna opća gimnazija u Zagrebu. Nalazi se u Križanićevoj ulici 4. Današnja zgrada škole izgrađena je 1932. godine. Zapadni ulaz koriste VII. i II. gimnazija. Drugi, istočni ulaz koriste Klasična i XVI. gimnazija. Ukupna površina zgrade iznosi oko 10.000 m2. 
Na glasu je kao jedna od najboljih općih gimnazija i škola u Republici Hrvatskoj, što dokazuje učeničkim rezultatima i postignućima na državnim natjecanjima i državnoj maturi. [nedostaje izvor]

## Programi
| Nastavni predmet                      | Opća gimnazija | Opća gimnazija | Opća gimnazija | Opća gimnazija |
| Nastavni predmet                      | I.             | II.            | III.           | IV.            |
| ------------------------------------- | -------------- | -------------- | -------------- | -------------- |
| Hrvatski jezik                        | 4              | 4              | 4              | 4              |
| 1. strani jezik                       | 3              | 3              | 3              | 3              |
| 2. strani jezik                       | 2              | 2              | 2              | 2              |
| Latinski jezik                        | 2              | 2              | -              | -              |
| Glazbena umjetnost                    | 1              | 1              | 1              | 1              |
| Likovna umjetnost                     | 1              | 1              | 1              | 1              |
| Psihologija                           | -              | 1              | 1              | -              |
| Logika                                | -              | -              | 1              | -              |
| Filozofija                            | -              | -              | -              | 2              |
| Sociologija                           | -              | -              | 2              | -              |
| Povijest                              | 2              | 2              | 2              | 3              |
| Zemljopis                             | 2              | 2              | 2              | 2              |
| Matematika                            | 4              | 4              | 3              | 3              |
| Fizika                                | 2              | 2              | 2              | 2              |
| Kemija                                | 2              | 2              | 2              | 2              |
| Biologija                             | 2              | 2              | 2              | 2              |
| Informatika                           | 2              | -              | -              | -              |
| Politika i gospodarstvo               | -              | -              | -              | 1              |
| TZK                                   | 2              | 2              | 2              | 2              |
| Izborna nastava (vjeronauk ili etika) | 1              | 1              | 1              | 1              |
| SRZ                                   | 1              | 1              | 1              | 1              |

## Publikacije
Gimnazija je povremeno izdavala školske listove: Pan - list SSO VII. gimnazije "Vladimir Nazor" (1972. – 1978.), Seven up - list učenika VII. gimnazije (2000.), 7. čulo - časopis VII. gimnazije u Zagrebu (2002.) i Sedma - list učenika VII. gimnazije (2005. – 2018.). Od 2018. godine izdaje godišnjak Sedma.

## Poznate osobe
Bivši učenici
- Malkica Dugeč, hrvatska književnica
- Davorin Bogović, hrvatski pjevač
- Bojana Gregorić, hrvatska glumica
- Katarina Peović, hrvatska političarka

Profesori
- Lucija Hranjec, profesorica povijesti, nekadašnja glumica

## Poveznice
- II. gimnazija (Zagreb)
- XVI. gimnazija
- Klasična gimnazija u Zagrebu

## Vanjske poveznice
Mrežna mjesta
- Facebook stranica VII. gimnazije